# Треву (кантон)
Треву́ (фр. Trévoux) — кантон во Франции, находится в регионе Рона — Альпы, департамент Эн. Входит в состав округа Бурк-ан-Брес.
Код INSEE кантона — 0134. Всего в кантон Треву входят 6 коммун, из них главной коммуной является Треву.

## Коммуны кантона
| Коммуна             | Население, чел | Почтовый индекс | Код INSEE |
| ------------------- | -------------- | --------------- | --------- |
| Борегар             | 817            | 01480           | 01030     |
| Жассан-Риотье       | 5338           | 01480           | 01194     |
| Сен-Бернар          | 1282           | 01600           | 01339     |
| Сен-Дидье-де-Форман | 1544           | 01600           | 01347     |
| Треву               | 6392           | 01600           | 01427     |
| Фран                | 1848           | 01480           | 01166     |

## Население
Население кантона на 2007 год составляло 18 705 человек.
| 1962 | 1968 | 1975 | 1982   | 1990   | 1999   | 2007   |
| ---- | ---- | ---- | ------ | ------ | ------ | ------ |
| 7329 | 8543 | 9802 | 12 175 | 15 278 | 17 221 | 18 705 |